# Mansuet Dela Biyase
Mansuet Dela Biyase (* 5. Oktober 1933 in Ixopo, Südafrika; † 26. Juni oder 1. Juli 2005 in Durban) war ein südafrikanischer römisch-katholischer Priester. Er war zuletzt Bischof von Eshowe.

## Leben
Mansuet Dela Biyase besuchte von 1947 bis 1954 die Schule St Mary’s Seminary in Ixopo, studierte von 1955 bis 1960 Theologie am St Peter’s Major Seminar in Pevensey, empfing am 10. Juli 1960 das Sakrament der Priesterweihe und wurde in den Klerus des Bistums Mariannhill inkardiniert. Danach studierte er Musik am Royal School of Music von 1961 bis 1963 und war in Ixopo Musiklehrer. Von 1962 bis 1971 war Biyase Assistenz-Priester in den Pfarreien in Donnybrook, Umbumbulu und Mariannhill. 1968 wurde er Pfarrer in Umtwalume und 1971 in Umlazi. Bischof Martin Elmar Schmid von Mariannhill machte ihn zu seinem Generalvikar von 1974 bis 1975.
Am 28. Februar 1975 ernannte ihn Papst Paul VI. zum zweiten Bischof von Eshowe. Martin Elmar Schmid, spendete ihm am 28. Juni desselben Jahres die Bischofsweihe; Mitkonsekratoren waren der Apostolische Delegat von Südafrika, Alfredo Poledrini, und der Erzbischof von Durban, Denis Eugene Hurley. Am 3. September 1996 erhielt er das Großkreuz pro piis meritis des Verdienstordens Pro Merito Melitensi.